# Tres llaves
«Tres llaves» es una canción compuesta e interpretada por el músico argentino Luis Alberto Spinetta en el álbum de estudio titulado Téster de violencia de 1988, octavo álbum solista y 21º en el que tiene participación decisiva.
La canción está ejecutada por Luis A. Spinetta (guitarra, voz y programación), Carlos Alberto Rufino (bajo), Juan Carlos Fontana (teclados), Guillermo Arrom (primera guitarra) y Jota Morelli (batería).

## Contexto
Spinetta venía de realizar su álbum doble junto a Fito Páez La, la, la y de sufrir que durante los recitales de presentación del álbum fueran asesinadas "las madres" de Fito Páez. Semejante situación impactó sobre la obra de ambos: mientras Fito Páez compuso y editó el álbum Ciudad de pobres corazones (1987), Spinetta por su parte expresó su dolor en Téster de violencia.
El contexto histórico de Argentina influía también en el estado emocional de Spinetta. A fines de 1983 la sociedad argentina había reconquistado la democracia y había enjuiciado y condenado a las juntas militares (1985) que cometieron crímenes de lesa humanidad durante la última dictadura. Pero en 1986 ese clima comenzó a enturbiarse cuando el Congreso sancionó la primera de las llamadas leyes de impunidad, seguida al año siguiente de la primera de las sublevaciones militares de carapintadas.

## El álbum
Téster de violencia es un álbum conceptual alrededor del tema de la violencia, que busca ir más allá de una mirada puramente moral y exterior sobre la violencia, para partir de los cuerpos de las personas, como campos en los que esa violencia actúa y a la vez es medida. Para Spinetta la violencia no es sólo "lo horrible", sino la vida misma, desde el hecho mismo de nacer y enfrentar la muerte.

La temática del cuerpo, eje central de Téster de violencia, resulta novedosa para alguien como Spinetta, que durante mucho tiempo le cantó al alma, e incluso bautizó a uno de sus mejores discos como Alma de diamante. Este cambio fue simétrico, además, al hecho de que el Flaco pasó de leer con devoción las obras de Antonin Artaud (para quien el cuerpo es la cárcel del alma) a los textos de Foucault (para quien el alma es la cárcel del cuerpo).
Eduardo Berti, Spineta: crónica e iluminaciones

En el álbum desempeña un papel especialmente importante el Mono Fontana, creador de todos los arreglos de teclados.

## El tema
El tema es el octavo track (tercero del Lado 2) del álbum solista Téster de violencia, un álbum conceptual alrededor del tema de la violencia.
Spinetta le contó a Juan Carlos Diez (Martropía) que "Tres llaves" es un tema muy pensado, elaborado en su letra durante meses "para tratar de no equivocarme en nada". Las tres llaves que menciona el título son "lo que se ve", "lo que se ama" y "lo que se pierde".

El sinfín, se cansó y se dio hasta nacer hasta nacer
toda cosa se hizo en tres llaves
lo que se ve se ama o se pierde...
"Tres llaves", Luis Alberto Spinetta

Agrega Spinetta en Martropía que para él "lo que se pierde en algún lugar está".
En las conversaciones registradas por Eduardo Berti en el libro Spinetta: crónica e iluminiciones,Spinetta cuenta que había clasificado las canciones del álbum en dos grupos: "caídas al cuerpo" y "evaporaciones". "Tres llaves" había sido incluida en el grupo "caídas al cuerpo".
El poeta mendocino Luis Ábrego, en su libro Letanía beat (1998), incluye un poema titulado «Tríptico fugaz», inspirado en «Tres llaves», en el que relata siguiendo los tres estados de la canción, la fugacidad pasional del encuentro callejero.